# يان هاردنغ
يان مايكل هاردنغ (بالإنجليزية: Ian Michael Harding)‏ هو ممثل أمريكي ولد في سنة 1986 في مدينة هايدلبيرغ في ألمانيا لعائلة عسكرية أمريكية، مثل دور إيزرا فيتز في مسلسل الكاذبات الصغيرات الجميلات.

## وصلات خارجية
- يان هاردنغ على موقع IMDb (الإنجليزية)
- يان هاردنغ على موقع ألو سيني (الفرنسية)
- يان هاردنغ على موقع أول موفي (الإنجليزية)
- يان هاردنغ على موقع قاعدة بيانات الفيلم (الإنجليزية)
- يان هاردنغ على موقع كينوبويسك (الروسية)

- يان هاردنغ على قاعدة بيانات الأفلام على الإنترنت